# Malmøgade
Malmøgade er en gade i Indre by i København beliggende i Østervold kvarteret, der hovedsageligt består af Kartoffelrækkerne og en række andre gader med svenske bynavne. Gaden går fra Stockholmsgade i sydøst til Upsalagade mod nordvest. Tidligere løb gaden helt ud til Øster Farimagsgade, men denne strækning blev nedlagt i forbindelse med Øster Farimagsgade skoles udvidelse i 1998. Der er dog bevaret en gangpassage.
Malmøgade er ligesom nabogaderne en eksklusiv gade med store lejligheder og høje priser.
På Malmøgade 14 ved passagen ligger Esajas Kirke, der blev opført i 1903-1912 efter tegninger af Thorvald Jørgensen. Kirken er udformet som en korskirke og er bygget i røde mursten i senromansk stil. Der er et større tårn i midten og to mindre på gavlen mod den tidligere del af Malmøgade. Her ligger også hovedindgangen i form af en granitportal, der flankeres af to ærkeengle af Anders Bundgaard.